# 接敵機動
接敵機動（せってききどう、Movement to contact）とは、積極的に敵を求めて行う機動（運動）である。接敵運動（せってきうんどう）ともいう。

## 概要
接敵機動とは攻勢作戦において敵と接触し、攻撃するために必要な機動の方式である。厳密には敵部隊の位置を認知し、これに接近して応急攻撃を加えるまでをいう。まず敵部隊の位置が把握されており、その距離が比較的に長距離である場合は接近行軍 (Approach march) が行われる。この段階においては、次の段階である戦闘展開へどの時期に移行するのかが重要である。
次の段階としては威力偵察 (Reconnaissance in force) と捜索攻撃 (Search and attack)、遭遇戦がある。威力偵察とは敵部隊の陣地、戦闘力、対応についての情報を収集するための限定的な攻撃行動であり、これは次なる周密攻撃のための必要な準備となる。捜索攻撃とは機動部隊、例えば軽歩兵部隊や騎兵部隊、空挺部隊などによって行われる広範囲での敵部隊の捜索と掃討、情報収集、拠点の安全確保などを目的とした攻撃行動であり、治安維持活動としての機能もある。遭遇戦は敵部隊との突発的な接触によって発生する戦闘である。